# Тимошина
Тимо́шина (рос. Тимошина) — присілок у складі Алапаєвського міського округу (Верхня Синячиха) Свердловської області.
Населення — 17 осіб (2010, 1 у 2002).
Національний склад населення станом на 2002 рік: росіяни — 100 %.